# خانه بخشی
خانه بخشی مربوط به اواخر دوره قاجار است و در کاشان، خیابان علوی، جنب خانه طباطبائی واقع شده و این اثر در تاریخ ۱۶ دی ۱۳۸۷ با شمارهٔ ثبت ۲۴۴۶۵ به‌عنوان یکی از آثار ملی ایران به ثبت رسیده است.